# Relaciones Azerbaiyán-Dinamarca
Las Relaciones Azerbaiyán-Dinamarca (en azerí: Azərbaycan–Danimarka münasibətləri) son las relaciones diplomáticas bilaterales entre la República de Azerbaiyán y Dinamarca.

## Historia de las relaciones
El 31 de diciembre de 1991 Dinamarca reconoció la independencia de la República de Azerbaiyán. Las relaciones diplomáticas entre los dos países se establecieron el 2 de abril de 1992.
La embajada no residente de Azerbaiyán para Dinamarca se encuentra en Londres. La Embajada de Dinamarca en Turquía también representa a Dinamarca en Azerbaiyán.
Actualmente el jefe del Grupo de Trabajo sobre las relaciones interparlamentarias entre Azerbaiyán y Dinamarca es Sevinj Fataliyeva.

## Misiones diplomáticas no residentes
- Dinamarca está acreditado a Azerbaiyán desde su embajada en Ankara, Turquía.[4]
- Azerbaiyán está acreditado a Dinamarca desde su embajada en Londres, Reino Unido.[5]